# Oldhead Wood SAC
Oldhead Wood SAC este o arie protejată (arie specială de conservare — SAC, sit de importanță comunitară — SCI) din Irlanda întinsă pe o suprafață de 85,29 ha, integral pe uscat.

## Localizare
Centrul sitului Oldhead Wood SAC este situat la coordonatele 53°46′35″N 9°46′57″W / 53.77639°N 9.782549°V.

## Înființare
Situl Oldhead Wood SAC a fost declarat sit de importanță comunitară în mai 1998 pentru a proteja 1 specie de animale. Situl a fost protejat și ca arie specială de conservare în mai 2016.

## Biodiversitate
Situată în ecoregiunea atlantică, aria protejată conține 2 habitate naturale: Pajiști uscate europene, Păduri de stejar sesil bătrân cu Ilex și Blechnum în Insulele Britanice.
La baza desemnării sitului se află o specie protejată de  păsări: caprimulg (Caprimulgus europaeus).